# Хосе Планас Артес
Хосе Планас Артес (14 квітня 1901 — 9 квітня 1977) — іспанський футболіст і тренер.

## Кар'єра
Народився в Барселоні. Планас розпочав свою ігрову кар'єру в місцевому клубі L'Avenç del Sport. Він грав за «Барселону» з 1921 по 1927 рік, де він зіграв 184 офіційні матчі та виграв Кубок Іспанії в 1922, 1925 і 1926 роках, поки не отримав травму коліна, яка завершила його ігрову кар'єру.
Як головний тренер він очолював «Расінг де Ферроль», «Аренас Клуб», «Реал Мурсія>», «Сельта де Віго», «Депортіво Ла-Корунья», «Реал Сарагоса», «Барселона», «Реал Вальядолід», Еспаньйол», «Сан-Андрес», «Тенеріфе», «УД Махон» і «Сабадель».

## Титули і досягнення
- Володар кубка Іспанії (3): 1922, 1925, 1926